# 4658 Gavrilov
A 4658 Gavrilov (ideiglenes jelöléssel 1979 SO11) a Naprendszer kisbolygóövében található aszteroida. Nyikolaj Sztyepanovics Csernih fedezte fel 1979. szeptember 24-én.